# Kariv, Sokal
Kariv (în ucraineană Карів) este localitatea de reședință a comunei Kariv din raionul Sokal, regiunea Liov, Ucraina.

## Demografie
Componența lingvistică a localității Kariv
     Ucraineană (99,81%)
     Alte limbi (0,09%)
Conform recensământului din 2001, majoritatea populației localității Kariv era vorbitoare de ucraineană (99,81%), existând în minoritate și vorbitori de alte limbi.

## Personalități născute aici
- Vasil Makuh (1927 - 1968), veteran de război, membru al Armatei Insurecționale Ucrainene.